# Åben mængde
I matematik er en åben mængde intuitivt set en mængde U, der opfylder at man, uanset hvilket punkt x i U man starter i, kan bevæge sig en smule rundt i en hvilken som helst retning fra x uden at forlade U. Det er denne intuition der gøres stringent i afsnittet om åbne mængder i metriske rum nedenfor.
Et eksempel på en åben mængde er et åbent interval; et interval uden endepunkter som f.eks. (0,1), der indeholder alle tal mellem 0 og 1, men ikke tallene 0 og 1 selv. Intervallet, [0,1] der også indeholder tallene 0 og 1 er derimod et eksempel på en lukket mængde.

## Definition

### I metriske rum
I metriske rum benyttes følgende definition på åbne mængder. (Metriske rum er i alt væsentligt blot en generalisering af afstandsbegrebet fra euklidisk rum, så følgende definition gør sig også gældende for Rn og specielt for den reelle tallinje.)
Lad d(x, y) betegne afstanden mellem to punkter x og y i et metrisk rum X. En delmængde U af X kaldes åben, hvis der for ethvert element x i U findes et tal ε > 0, så der om alle y i X med afstand mindre end ε fra x (som altså opfylder d(x, y) < ε) gælder, at y også er et element i U.
Hvis Bε(x) betegner den åbne ε-kugle om x i et metrisk rum X,
{\displaystyle B_{\epsilon }(x)=\{y\in X\mid d(x,y)<\epsilon \}},
siger ovenstående altså, at en mængde U er åben, hvis der for alle x i U findes et ε, så Bε(x) er helt indeholdt i U. Dette er desuden ensbetydende med, at ethvert punkt i U er et indre punkt. Bemærk at dette ε typisk vil afhænge af x; hvis x ligger nær randen af mængden U, må ε være tilsvarende lille – dog stadig større end 0.

### I topologiske rum
I et topologisk rum defineres åbne mængder ikke ved hjælp af andre begreber, men ses som et fundamentalt koncept. Et topologisk rum består af en mængde X og en familie S af delmængder af X. Mængderne i S antages at tilfredsstille visse betingelser, som også tilfredsstilles af åbne mængder i metriske rum med ovenstående definition. En sådan familie S kaldes da en topologi på X og mængderne i S kaldes åbne mængder.
Da betingelserne netop er valgt, så de opfyldes for åbne mængder i metriske rum, vil et metrisk rum altid være et topologisk rum, med en topologi bestående af netop de mængder, der er åbne i metrisk forstand. Det omvendte – at ethvert topologisk rum kan realiseres som et metrisk rum – er imidlertid ikke tilfældet.

## Eksempler
Intervallet (0,1) i den reelle tallinje (betragtet med det sædvanlige afstandsmål som metrik) er en åben mængde. For hvert x mellem 0 og 1 vælges ε = min(x, 1 – x). Da vil ε-kuglen om x (som beskrevet ovenfor) være intervallet (x − ε, x + ε), som er indeholdt i intervallet (0,1).
Intervallet [0,1] er derimod ikke en åben mængde. For x = 0 vil enhver ε-kugle om x indeholde negative tal, som jo ikke ligger i intervallet [0,1].
I både metriske og topologiske rum kaldes en mængde lukket, såfremt dens komplement er åbent. Et eksempel på en lukket mængde er intervallet [0,1] ovenfor. Hvorimens man kunne foranlediges til at tro det, er det generelt ikke tilfældet at en mængde enten er åben eller lukket. Det reelle interval (0,1] er ingen af delene, mens den tomme mængde (såvel som hele det pågældende metriske eller topologiske rum) altid vil være både åben og lukket.